# Kyon (Figur)
Kyon (jap. キョン, Kyon) ist eine von Nagaru Tanigawa erdachte und von Noizi Ito gezeichnete Figur. Er ist der männliche Protagonist und Erzähler in der Light-Novel-Reihe Suzumiya Haruhi no Yūutsu. Durch die Romanreihe, eine gleichnamige Manga-Reihe, die Anime-Fernsehserie Die Melancholie der Haruhi Suzumiya und die Character-Single Suzumiya Haruhi no Yūutsu Character Song Vol. 9 Kyon wurde die Figur international bekannt.

## Entstehung
Der Charakter Kyon ist eine Schöpfung von Nagaru Tanigawa. Seine äußere Erscheinung wurde von Noizi Ito entworfen. Ursprünglich sollte Kyon als ESP begabte Person in Erscheinung treten. Jedoch entschied sich der Autor, nach ersten Entwürfen, ihn als ganz gewöhnlichen Schüler darzustellen.
Sein Spitzname Kyon wurde ihm im Werk von seiner Großmutter verliehen und von seiner jüngeren Schwester verbreitet, die ihn zu seinem Leidwesen nie Onii-chan (お兄ちゃん, dt. „älterer Bruder“) nannte. Sein echter Name wird im Werk nie erwähnt. So ist auch John Smith (ジョン スミス, Jon Sumisu) nur ein Pseudonym von Kyon, das er sich selbst gab, um während einer Zeitreise in die Vergangenheit seine Identität vor der noch jungen Haruhi zu verbergen.

## Einordnung in die Werke
Obwohl Haruhi Suzumiya als Protagonistin im Titel des Franchises genannt wird und sie die Ursache aller Ereignisse ist, wird die Handlung aus Sicht von Kyon erzählt – dem einzigen normalen, menschlichen Clubmitglied in der von Haruhi gegründeten SOS-Brigade. Als männlicher Oberschüler im ersten Jahrgang berichtet er mit sarkastischen Kommentaren über die Absurdität der Clubaktivitäten. Er richtet sich dabei nicht direkt an das Publikum, sondern präsentiert einen inneren Monolog. In der Light Novel ist oft unklar, ob nur seine inneren Gedanken dargestellt werden oder es sich um laut ausgesprochene Worte handelt, da die anderen Charaktere teilweise auf diese Äußerungen eingehen. Kyon bezieht in seinen Äußerungen bereits zukünftige Ereignisse mit ein, jedoch ohne Details über diese preiszugeben.

## Synchronsprecher
Im japanischen Original wurde Kyon von dem Seiyū Tomokazu Sugita gespielt. In der deutschen Synchronisation übernahm Michael Baral seine Rolle.

## Erfolg in den japanischen Singlecharts
→ Siehe auch: Liste der Musikveröffentlichungen aus Suzumiya Haruhi no Yūutsu
Die Single Suzumiya Haruhi no Yūutsu Character Song Vol. 9 Kyon (涼宮ハルヒの憂鬱　キャラクターソング Vol. 9 キョン) erschien am 21. Februar 2007 und wurde von dem Plattenlabel Lantis herausgegeben. Sie wurde von Tomokazu Sugita gesungen und von Aya Hiranos leichten Hintergrundgesängen begleitet. Obwohl es die letzte Singleveröffentlichung des Franchises war, errang die letzte CD des Protagonisten Kyon den 9. Platz der japanischen Singlecharts, in denen sie zwölf Wochen lang zu finden war.